# 博索罗卡
博索罗卡是巴西南大河州的一个市镇。总面积1596.219平方公里，总人口7652人，人口密度4.8人/平方公里。